# Jaylin Lindsey
Jaylin Lindsey (Charlotte, 27 marzo 2000) è un calciatore statunitense, difensore del New Mexico Utd.

## Caratteristiche tecniche
È un difensore centrale.

## Carriera

### Club
Il 12 dicembre 2021 si trasferisce per 100.000 dollari al neo ammesso club di MLS, lo Charlotte FC.

### Nazionale
Nel 2018 con la Nazionale U-20 statunitense ha preso parte al Campionato nordamericano Under-20 2018.